# برايان جونسون (لاعب كرة قدم أمريكية أمريكي)
برايان جونسون (بالإنجليزية: Brian Johnson)‏ هو لاعب كرة قدم أمريكية أمريكي، ولد في 16 فبراير 1987 في باي تاون في الولايات المتحدة.